# Tunel Tunsberg
Tunel Tunsberg (norsky Tunsbergtunnelen) je silniční tunel v obci Voss v norském kraji Vestland. Tunel dlouhý 4 080 m byl vybudován v letech 2009 až 2011 jako náhrada za úsek norské státní silnice č. 13 západně od Seimu. Tento úsek silnice byl plný úzkých a těsných vlásenkových zatáček.

## Popis
Dálnice Rv 13 mezi Voss a Granvin je důležitou spojnicí dálnice E16 a státní silnice Rv 7 (E134) ve vnitřní části oblasti Hordaland. Původně mezi Vossem a Granvinem byly silniční úseky se strmým stoupáním, úzkými a těsnými zatáčkami, což vedlo k vyšší nehodovosti a nepříznivému dopadu na životní prostředí.
Původně byly plánovány dva kratší tunely, mezi nimiž by mělo být asi 1500 metrů silnice. Plány byly změněny, protože tunel Tunsberg podle prvního plánu by byl příliš strmý (6,3 %) a byl by v zatáčce, která by znemožnila předjíždění. Řešení s dlouhým přímým tunelem bylo o 125 milionů NOK levnější a zkrátilo trasu o 500 metrů. Vjezd do tunelu odpovídal původnímu plánu a změna uvnitř hory si nevyžádala žádné změny týkající se vlastníků pozemků.
Tunel nemá žádné zatáčky a jeho maximální stoupání je 5,07 %, byl ražen v profilu T8,5 (výška tunelu 8,5 m). Slavnostně byl otevřen 20. prosince 2011 tehdejší ministryní dopravy a spojů Magnhild Meltveit Kleppa.